# Robert Lüthi
Pour les articles homonymes, voir Lüthi.
Robert Lüthi est un footballeur suisse né le 12 juillet 1958 à Bienne. 

## Biographie

### En club
C'est un attaquant qui a néanmoins évolué en stoppeur à la fin de sa carrière. Il a joué 14 saisons avec Neuchâtel Xamax FC en Ligue nationale A, de 1978 à 1992. Il est à l'heure actuelle toujours le meilleur buteur du club avec 119 buts marqués.
Il possède à son palmarès 2 titres de champion de Suisse (1987 et 1988).

### En sélection
Il possède 4 sélections en équipe nationale.